# Hofje van Gratie (Delft)
Het Hofje van Gratie is een van de vier overgebleven hofjes in de stad Delft, in de Nederlandse provincie Zuid-Holland. Vroeger waren er zeven hofjes. Het Hofje van Gratie was een hofje voor echtparen boven de 50 jaar zonder kinderen, en werd in 1575 opgericht door Pieter Sasbout. Eerst was het Hofje gevestigd aan de Korte Geer, maar vanwege de uitbreiding van het Armamentarium werd het verplaatst naar de huidige locatie aan de Van der Mastenstraat. De grond werd om niet beschikbaar gesteld. Er had namelijk op 12 oktober 1654 een ontploffing - de Delftse donderslag - plaats gevonden in het kruitmagazijn tussen de Geerweg en de Doelenstraat. Het nieuwe hofje aan de Van der Mastenstraat kreeg in plaats van zes, zeven woningen.
Aan de achterzijde van de huisjes bevindt zich een gesloten galerij met een heel grote tuin. In 1968 werd de voorgevel in de oorspronkelijke staat hersteld na een 19e-eeuwse blunder waarbij de ramen en deuren werden vervangen.